# Kraftwerk Jiaxing
Das Kraftwerk Jiaxing ist ein Kohlekraftwerk in der bezirksfreien Stadt Jiaxing, Provinz Zhejiang, China, das in der Bucht von Hangzhou am Ostchinesischen Meer liegt. Es ist im Besitz der Zhejiang Jiaxing Power Generation Company (ZJPGC) und wird auch von ZJPGC betrieben.
Mit einer installierten Leistung von 5 (bzw. 5,03 oder 5,06) GW ist Jiaxing derzeit eines der leistungsstärksten Kohlekraftwerke weltweit (Stand Oktober 2021). Es dient zur Abdeckung der Grundlast.

## Kraftwerksblöcke
Das Kraftwerk besteht gegenwärtig aus 8 Blöcken. Die folgende Tabelle gibt einen Überblick:
| Block | Max. Leistung (MW) | Betriebsbeginn | Turbine               | Generator         | Dampfkessel       |
| ----- | ------------------ | -------------- | --------------------- | ----------------- | ----------------- |
| 1     | 300                | 07.1995        | Shanghai Boiler Works | GEC-Alstom        | GEC-Alstom        |
| 2     | 300                | 12.1995        | Shanghai Boiler Works | GEC-Alstom        | GEC-Alstom        |
| 3     | 600                | 07.2004        | Dongfang              | Dongfang          | Dongfang          |
| 4     | 600                | 12.2004        | Dongfang              | Dongfang          | Dongfang          |
| 5     | 600                | 05.2005        | Dongfang              | Dongfang          | Dongfang          |
| 6     | 600                | 10.2005        | Dongfang              | Dongfang          | Dongfang          |
| 7     | 1000               | 2011           | Harbin China          | Shanghai Electric | Shanghai Electric |
| 8     | 1000               | 2011           | Harbin China          | Shanghai Electric | Shanghai Electric |

Die Blöcke 7 und 8 sollen jährlich 5000 Stunden in Betrieb sein und in dieser Zeit zusammen 9,47 Mrd. kWh erzeugen. Die beiden Blöcke verwenden ultra-superkritische Technologie (Siehe Überkritisches Wasser). Die Dampftemperatur soll bei 605 °C liegen. Pro erzeugter kWh sollen 283 (bzw. 299) g Kohle benötigt werden. Der Wirkungsgrad wird mit 43,4 % angegeben. In der Schaltanlage wird die Generatorspannung von 27 kV mittels Leistungstransformatoren auf 500 kV hochgespannt.

## Sonstiges
Die Gesamtkosten für die Errichtung des Kraftwerks werden mit 15,8 Mrd. USD angegeben.